# Tanki Flip
Koordinaten: 12° 33′ N, 70° 2′ W
Tanki Flip ist ein Dorf im Nordwesten der Insel Aruba, das zu der Region Tanki Leendert gehört.

## Geschichte
Tanki Flip zählt zu den drei ältesten Siedlungen auf der Insel. Wie die Artefakte, die bei archäologischen Ausgrabungen auf einer Fläche von 0,6 Hektar in Tanki Flip belegen, siedelten dort ab etwa 2500 vor Christus bereits Menschen. Die Arawak-Indianer des Stammes Caquetíos, kamen vermutlich mit Kanus vom südamerikanischen Festland und dem gegenüberliegenden Venezuela auf die Insel, wobei sie sich auch auf Curaçao und Bonaire verbreiteten.  
Den Funden nach waren es Fischer, Jäger und Sammler und sie verwendeten primitive Werkzeuge aus Stein und stellten später auch Keramikgefäße her. Die Anordnung der Gräber und Grabstätten aus der Steinzeit zeigen eine klare Hierarchie, die von Männern dominiert wurde. Ähnliche Siedlungen wurden im Gebiet von Savaneta und Santa Cruz entdeckt. Unweit von Tanki Flip im Gebiet des heutigen Malmok wurden komplette Skelette der ersten Siedler ausgegraben. Die Funde befinden sich im Museo Arqueologico Nacional Aruba. 
Verschiedene Skulpturen und Gegenstände aus der Zeit der Indianer erschienen 1990 auf Briefmarken der Post Aruba.

## Heute
In Tanki Flip befindet sich die nördlichste Feuerwache der Berufsfeuerwehr von Aruba, neben kleinen Häusern, die Tanki Flip Shopping Mall (Einkaufszenter) und Restaurantbetriebe.  